# Ruodusrivier
Ruodusrivier (Zweeds – Fins: Ruodusjoki) is een rivier annex beek, die stroomt in de Zweedse  gemeente Kiruna. De rivier verzorgt de afwatering van het Ruodusmeer en stroomt westelijk langs de Ruodusberg. Ze is 14590 meter lang en mondt uit in de Paankirivier.
Afwatering: Ruodusrivier → Paankirivier → Muonio → Torne → Botnische Golf